# Эннинг, Мэри
Мэри Эннинг (англ. Mary Anning; 21 мая 1799 — 9 марта 1847) — британский коллекционер окаменелостей и палеонтолог-любитель, известная целым рядом открытий, в основном в области морской фауны юрского периода, сделанных ею благодаря находкам фоссилий в Лайм-Риджис, где жила. Её работы способствовали коренным изменениям в научном представлении о доисторической жизни и истории Земли, которые произошли в начале XIX века.

## Биография
Эннинг родилась в Лайм-Риджис, Дорсет, Великобритания. Её отец, Ричард Эннинг, был столяром-краснодеревщиком, который получал дополнительный доход с фоссилий, находя их в скальных обнажениях недалеко от города и продавая туристам. Он женился на Мэри Мур, известной как Молли, 8 августа 1793 года в Бландфорд-Форум. Пара переехала в Лайм и жила в доме, построенном на городском мосту. Они посещали церковь диссентеров на Кумб-стрит, прихожане которой изначально называли себя независимыми и позднее стали известны как конгрегационалисты. Как пишет Шелли Эмлинг, семья жила так близко к морю, что те же бури, которые обрушивались на побережье и обнажали ископаемые остатки, иногда подтапливали дом Эннингов, однажды заставив их выбираться из окна верхнего этажа, чтобы не утонуть.
У Ричарда и Молли родилось десять детей, но не все из них выжили. Мэри появилась на свет 21 мая 1799 года и была названа в честь старшей сестры, которая полугодом ранее погибла от ожогов, о чём было написано в Bath Chronicle в конце 1798 года. Из десяти детей лишь Мэри вторая и её брат Джозеф, который родился в 1796 году, дожили до зрелого возраста. В Англии того времени уровень детской смертности был высоким — почти половина детей в XIX веке не доживали до пятилетнего возраста, причиной младенческой смертности было распространение кори и оспы.
19 августа 1800 года, когда Мэри было пятнадцать месяцев, она находилась под присмотром соседки Элизабет Хаскингс в компании ещё двух женщин, которые наблюдали за конным представлением, стоя под вязом. В один из моментов в дерево ударила молния, все три женщины погибли, а Мэри в срочном порядке была доставлена домой и помещена в горячую ванну. Местный лекарь объявил её выживание чудесным. В семье было отмечено, что до этого момента Мэри росла болезненным ребёнком, а после девочка начала в буквальном смысле «расцветать». В течение многих лет члены её общины приписывали детское любопытство, интеллект и живой характер этому инциденту.
Мэри получала крайне ограниченное образование. Она посещала воскресную школу конгрегационалистов, где научилась читать и писать. Доктрина конгрегационалистов, в отличие от Церкви Англии, подчёркивала важность образования для бедных. Её ценным приобретением были труды издания Dissenters' Theological Magazine and Review, в котором семейный пастор, преподобный Джеймс Уитон, опубликовал два очерка, в одном из которых настаивал на том, что Бог создал Землю за шесть дней, а в другом призывал диссентеров изучать новую науку геологию.

## Труды
Женский пол Мэри Эннинг и её социальный класс помешали ей в полной мере участвовать в научной жизни Британии XIX века, в которой доминировали состоятельные мужчины-англикане. Она боролась с нуждой большую часть своей жизни. Её семья жила бедно, а поскольку она принадлежала к религиозному меньшинству (конгрегационалистам), то ещё и подвергалась правовым дискриминациям. Тем не менее Эннинг стала известна в геологических кругах Англии, Европы и Америки, и с ней проводились консультации по анатомии и поискам окаменелостей. Однако, будучи женщиной, она не имела права стать членом Лондонского геологического общества и не всегда получала награду за свои открытия в полной мере. В одном из своих писем она писала: «Мир использовал меня слишком жестоко, и я боюсь, что это сделало меня подозрительной по отношению к каждому». Единственной её опубликованной при жизни работой стала выдержка из ответного письма к редактору, появившаяся в журнале Journal of Natural History в 1839 году.
Эннинг искала ископаемые в скалах Лайм-Риджис, относившихся к геологической формации Блю-Лиас; особенно удачными были зимние месяцы, когда оползни вскрывали новые окаменелости, которые должны были быть собраны быстро, пока их не унесло в море. Это была опасная работа, и однажды она чуть не погибла в 1833 году во время оползня, который убил её собаку Трея. Её открытия включали первый скелет ихтиозавра, который был правильно идентифицирован (эту находку Мэри с братом Джозефом сделала, когда ей было всего двенадцать лет), первые два скелета плезиозавра, первый скелет птерозавра, найденный за пределами Германии, а также некоторые неизвестные до того времени ископаемые рыбы. Она обнаружила, что хорошо сохранившиеся ископаемые остатки белемнитов содержат окаменелые чернильные мешки, как у современных головоногих. Её наблюдения сыграли ключевую роль в выяснении того, что копролиты, считавшиеся тогда безоаровыми камнями, являются окаменелыми фекалиями. Когда геолог и художник Генри де ла Беш писал свою знаменитую «Duria Antiquior», первое графическое изображение сцены из «глубокого времени» на основе ископаемых свидетельств, он в значительной степени опирался на найденные Эннинг окаменелости и поделился с нею частью прибыли от продажи экземпляров картины.

## Признание
После смерти Мэри Эннинг её необычная история вызвала огромный интерес. Ею восхищался Чарльз Диккенс, а в 2010 году Королевское общество включило Эннинг в число десяти британских женщин, которые оказали наибольшее влияние на историю развития науки. Трейси Шевалье написала романизированную биографию Эннинг «Прелестные создания» (Remarkable Creatures) (2009).
В 2020 году снят фильм, посвящённый Эннинг, историческая драма британского режиссера Фрэнсиса Ли «Аммонит», главные роли в которой сыграли Кейт Уинслет и Сирша Ронан. «Аммонит» был отобран в одну из программ отменённого Каннского кинофестиваля 2020 года; его премьера в итоге состоялась на международном кинофестивале в Торонто в сентябре, а позже он был показан в рамках других кинофестивалей. В мировой прокат «Аммонит» вышел 13 ноября 2020 года.